# Lindenweiler

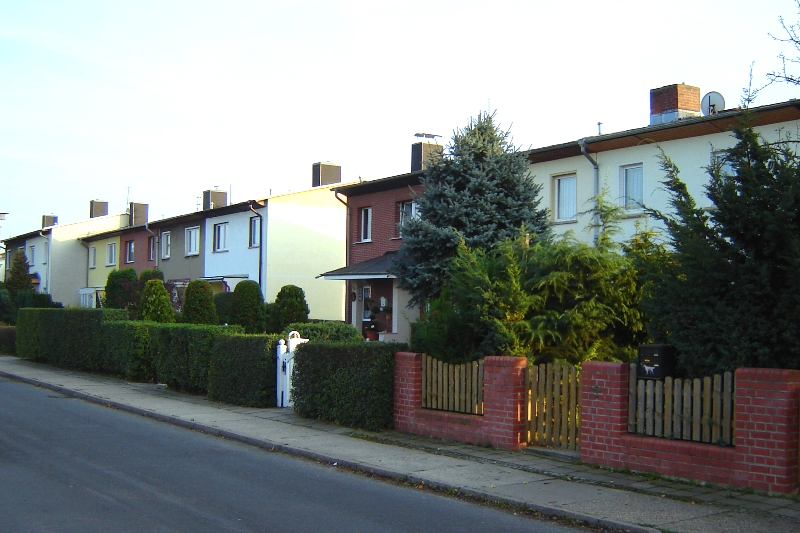
„Alte“ Siedlung Lindenweiler

Lindenweiler ist eine zum Magdeburger Stadtteil Stadtfeld West gehörende Siedlung und liegt südlich des Stadtteils Neu Olvenstedt.
Die Fläche der Siedlung beträgt 1,12 km². Im Jahr 2001 lebten hier 2.853 Einwohner.
Lindenweiler ist vor allem durch Einfamilienhäuser geprägt. Dazu haben sich diverse kleinere Unternehmen angesiedelt. 2001 waren 58 IHK-Mitglieder registriert, darunter auch Gastronomen und 24 Handwerksbetriebe. Der Arbeitslosenanteil liegt deutlich unter dem Magdeburger Durchschnitt. Mit dem Bau der Siedlung wurde 1931 begonnen. Zur Beseitigung der damaligen Wohnungsnot und zur Verbesserung der im Zuge der Weltwirtschaftskrise entstandenen sozialen Not initiierte die sozialdemokratisch geführte Stadtverwaltung eine Selbsthilfesiedlung für Erwerbslose, die zu Eigenleistungen herangezogen wurden. Nach Plänen des städtischen Stadterweiterungsamtes entstanden zunächst 50 zweigeschossige Doppelhäuser mit Garten, Stall und Waschküche. In späteren Jahren kamen weitere Einfamilienhausareale hinzu.